# Diaglyptella orientalis
Diaglyptella orientalis là một loài tò vò trong họ Ichneumonidae.